# Expedice 11
Expedice 11 byla jedenáctá posádka dlouhodobě obývající Mezinárodní vesmírnou stanici (ISS). Velitel Sergej Krikaljov (Rusko) a palubní inženýr John Phillips (USA) startovali z kosmodromu Bajkonur 15. dubna 2005 na palubě Sojuzu TMA-6, se stanicí ISS se spojili 17. dubna 2005. Na stanici přijali dva zásobovací Progressy a v červenci první návštěvu raketoplánu na stanici od prosince 2002. Po půlročním pobytu předali stanici Expedici 12 a přistáli na Zemi.

## Posádka
- Sergej Krikaljov (6) velitel – Roskosmos (RKK Eněrgija)

- John Phillips (2) palubní inženýr – NASA

V závorkách je uveden dosavadní počet letů do vesmíru včetně této mise.

## Záložní posádka
- Michail Ťurin – velitel – Roskosmos (RKK Eněrgija)
- Daniel Tani – palubní inženýr a vědecký pracovník – NASA

## Průběh mise
Expedice 11 startovala společně s italským astronautem ESA Roberto Vittorim v Sojuzu TMA-6 z kosmodromu Bajkonur v Kazachstánu 15. dubna 2005 v 00:46 UTC. U vesmírné stanice přistáli 17. dubna v 2:20 UTC. Novou posádku přivítali členové Expedice 10: americký velitel Leroy Chiao a ruský palubní inženýr Saližan Šaripov. Během týdne nová posádka převzala stanici a 24. dubna se Chiao, Šaripov a Vittori v Sojuzu TMA-5 vrátili na zem.
Běžnou rutinu života na stanici osvěžil přílet zásobovacího Progressu M-53 dne 19. června.
Od 28. července do 6. srpna se ke stanici připojil raketoplán Discovery (let STS-114), byl to první let raketoplánu od zkázy Columbie. Raketoplán přivezl evropský modul Raffaello se zásobami, posádka raketoplánu ve třech výstupech do kosmu vyzkoušela postup opravy tepelného štítu raketoplánu a pokračovala ve výstavbě stanice.
Dne 18. srpna Krikaljov s Phillipsem vystoupili do kosmického prostoru, věnovali se obsluze experimentů na povrchu stanice. Vycházka trvala 4 hodin 58 minut.
Od 10. září 2005 kosmonauti vykládali další zásobovací loď Progress M-54.
3. října 2005 přiletěli v Sojuzu TMA-7 William McArthur a Valerij Tokarev (Expedice 12) s americkým vesmírným turistou Gregorym Olsenem. Krikaljov s Phillipsem předali stanici nováčkům a s Olsenem se 11. října vrátili v Sojuzu TMA-6 na zem.